# Kościół Niepokalanego Poczęcia Najświętszej Maryi Panny w Kołobrzegu

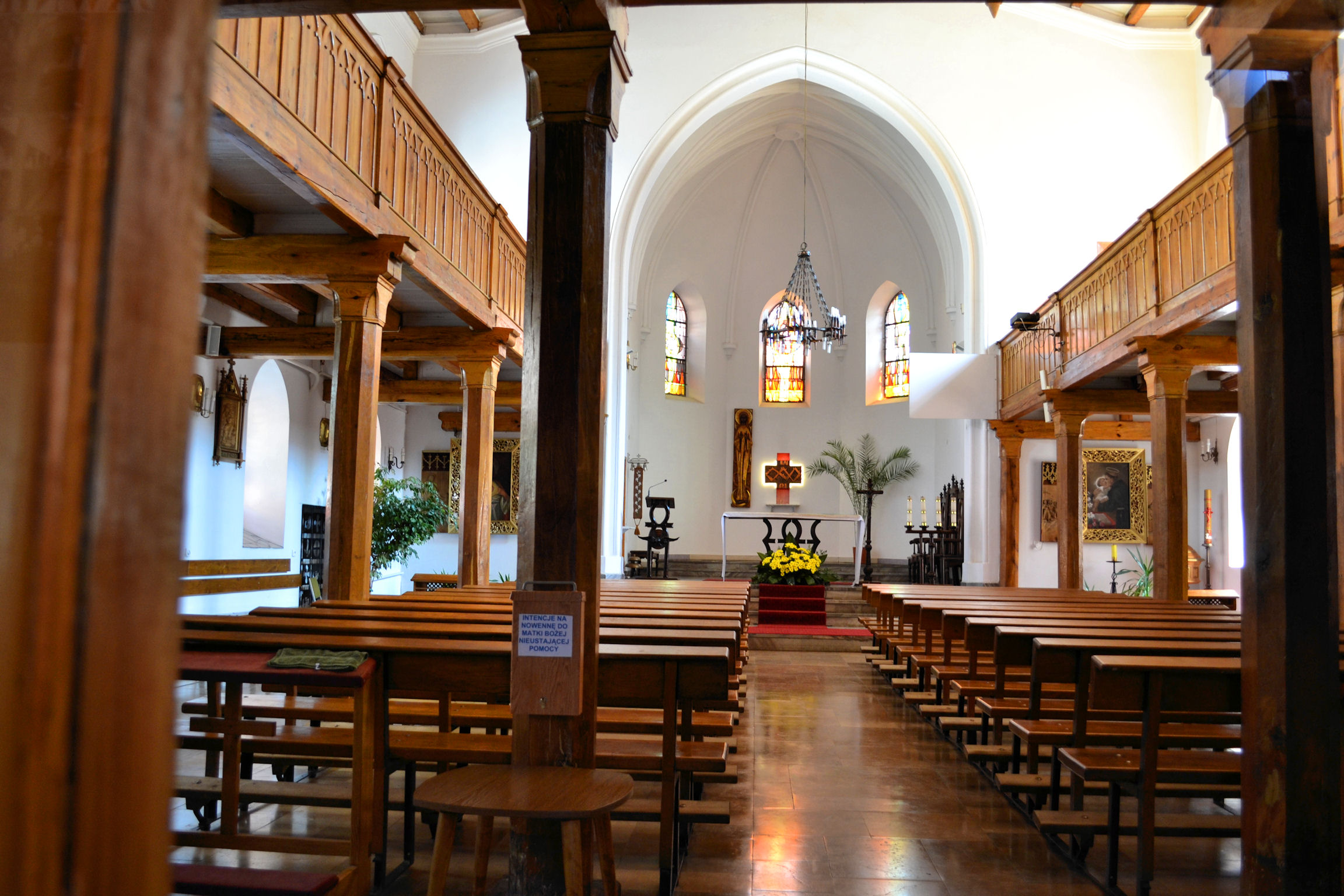
Wnętrze kościoła

Kościół Rektoralny pw. Niepokalanego Poczęcia Najświętszej Maryi Panny w Kołobrzegu (pot. Mały kościół nad rzeką) – kościół rektoralny w Kołobrzegu.

## Historia
Po lokacji miasta w 1255 był to teren bagienny, służący jako wysypisko śmieci. W 1545 przeniesiono w to miejsce Klasztor Sióstr Benedyktynek w Kołobrzegu (zreformowany). Kościół klasztorny wraz z klasztorem spłonął w pożarze 11 września 1630. Budynek został odbudowany ze środków księcia Ernesta Bogusława de Croy w 1640, ale jego uroczyste poświęcenie odbyło się dopiero 11 września 1649.
W 1653 kościół klasztorny stał się luterańskim kościołem garnizonowym. 1 czerwca 1675 został pochowany w nim Maciej Krockow-Krokowski. W 1832 kościół został odbudowany po zniszczeniach wojennych, powstałych po oblężeniach miasta, najpierw przez Rosjan, potem przez Francuzów. Przetrwał niezniszczony II wojnę światową.
Od 1945 roku do 18 października 1994 kościół parafii rzymskokatolickiej św. Marcina w Kołobrzegu. W latach 1945–1972 świątynią opiekowali się franciszkanie, później duchowieństwo diecezjalne. 17 sierpnia 1975 w kościele modlił się kardynał Karol Wojtyła, który przewodniczył uroczystościom 975-lecia biskupstwa w Kołobrzegu.
Od 19 października 1994 roku kościół rektoralny należący do Domu Księży Emerytów w Kołobrzegu, którego właścicielem jest diecezja koszalińsko-kołobrzeska. Świątynia bezpośrednio podlega Biskupowi Koszalińsko-Kołobrzeskiemu. Bp Edward Dajczak 28 października 2017 dokonał konsekracji kościoła, a 28 czerwca 2019 wydał dekret potwierdzający ustanowienie rektoratu rzymskokatolickiego w 1994 r.
Kościół służy Księżom Emerytom Diecezji Koszalińsko-Kołobrzeskiej, którzy mieszkają w Domu Księży Emerytów - erygowanym 11 października 1994 przez Biskupa Czesława Domina. Emerytowani kapłani sprawują w swoim kościele Msze Święte, spowiadają i odprawiają wszelkie nabożeństwa oprócz chrztów, ślubów i pogrzebów. Każdorazowy dyrektor Domu Księży Emerytów w Kołobrzegu jest zarazem rektorem kościoła pw. Niepokalanego Poczęcia NMP.

## Duszpasterze
| Polikarp Maciejowski OFMConv. | 1945–1946 | proboszcz |
| Stefan Leitholtz OFMConv.     | 1946–1950 | proboszcz |
| Alfons Neumann OFMConv.       | 1950–1953 | proboszcz |
| Szymon Grodzki OFMConv.       | 1953–1959 | proboszcz |
| Piotr Mielczarek OFMConv.     | 1959–1970 | proboszcz |
| Lesław Czerniawski OFMConv.   | 1970–1972 | proboszcz |
| Józef Słomski                 | 1972–1980 | proboszcz |
| Marian Michalik               | 1980–1988 | proboszcz |
| Marian Wołoszyn               | 1988–1994 | proboszcz |
| Józef Słomski                 | 1994      | proboszcz |
| Jerzy Urbański                | 1994–2003 | rektor    |
| Ryszard Kizielewicz           | 2003–2005 | rektor    |
| Jarosław Zieliński            | 2005–2011 | rektor    |
| Jerzy Chęciński               | 2011–2015 | rektor    |
| Piotr Zieliński               | 2015–2020 | rektor    |
| Marcin Lipnicki               | od 2020   | rektor    |

## Architektura
Jednonawowy kościół neogotycki z czerwonej cegły. Zwieńczony sygnaturką, a w niej drugi najstarszy dzwon Kołobrzegu odlany w 1898. We wnętrzu wyposażenie skromne, historyczne w stylu neogotyckim. W kościele znajdują się powojenne obrazy ufundowane przez pierwszych mieszkańców Kołobrzegu. Szczególnym kultem otoczony jest obraz Najświętszego Serca Pana Jezusa przez wielu kołobrzeżan określany mianem cudownego. Przed tym wizerunkiem wiele osób – duchownych i wiernych otrzymało łaski, czego widocznym znakiem są liczne wota. Od 1961 nieprzerwanie w każdy wtorek wierni modlą się nowenną do św. Antoniego i całują jego relikwie.

## Konwent dla Panienz XIX wieku

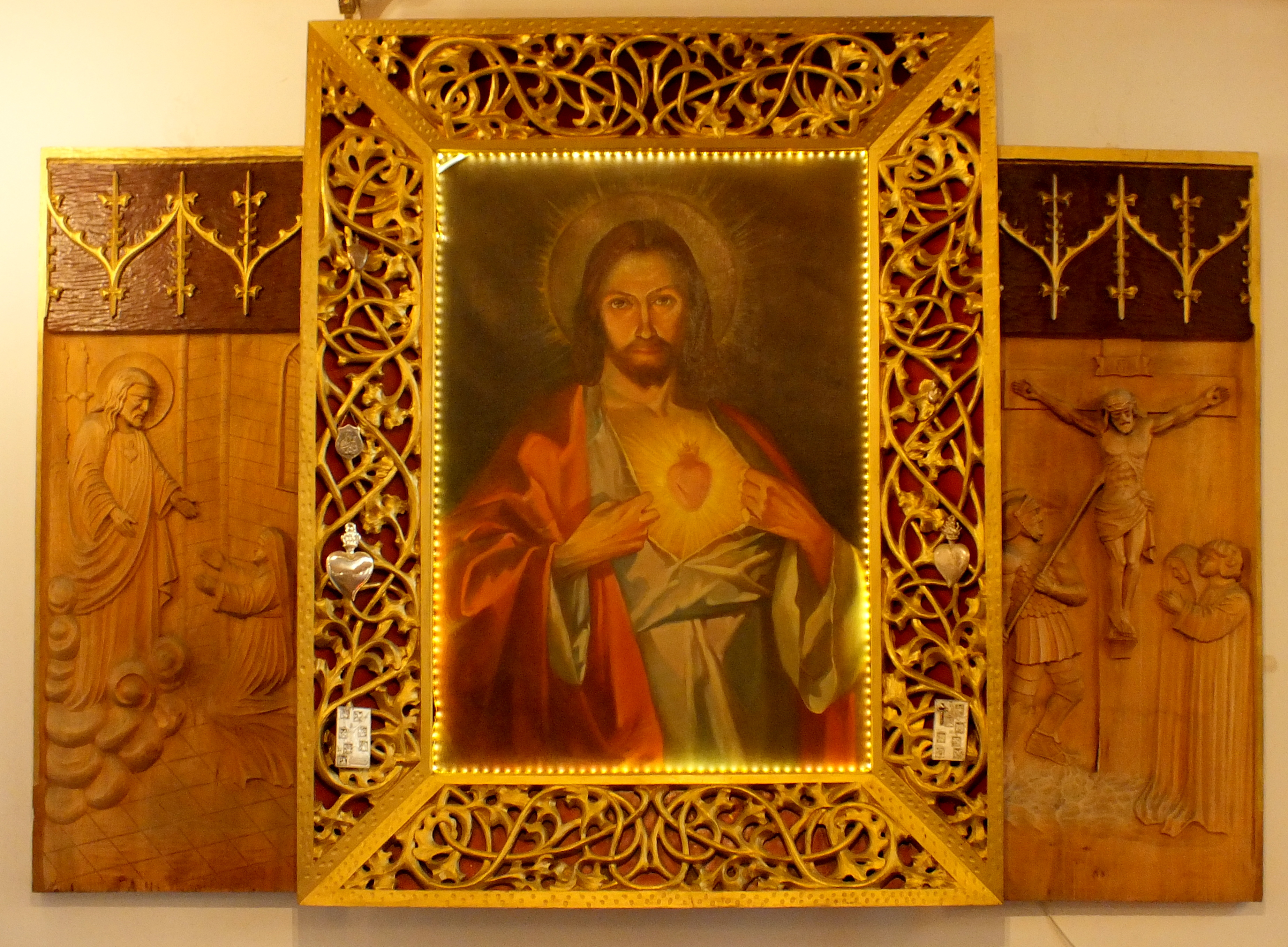
Wizerunek Najświętszego Serca Pana Jezusa otoczony szczególną czcią wiernych

Wokół świątyni wznoszą się neogotyckie zabudowania dawnego Konwentu dla Panien, który został poświęcony 6 kwietnia 1886. Konwent przeznaczony był dla 16 niezamężnych córek zasłużonych ojców. Panny z konwentu często za opłatą udzielały korepetycji. Po II wojnie światowej budynek został zaadaptowany na klasztor ojców franciszkanów oraz plebanię parafii pw. św. Marcina. Ponadto w kilku pomieszczeniach od 1960 mieści się klasztor sióstr felicjanek.
Władze PRL 22 sierpnia 1963 dokonały przymusowej eksmisji franciszkanów i sióstr zakonnych do mniej więcej 1/3 części budynku. W powstałych lokalach, jako mieszkaniach komunalnych, zamieszkali lokatorzy przydzieleni przez ADM. Kościół całą posesję odzyskał dopiero w połowie lat 90. XX w.
Od 1994 cały zespół budynków jest diecezjalnym Domem Księży Emerytów w Kołobrzegu. W latach 2017–2019 DKE przeszedł gruntowny remont wewnątrz budynku i został dostosowany do zamieszkania przez starsze osoby. W planie jest także dobudowanie skrzydła we wschodniej części posesji, co sprawi, że obiekt będzie posiadał zamknięty wirydarz.

## Literatura
- Robert Dziemba, ks. Piotr Zieliński, Wielka historia małego kościoła w Kołobrzegu. Miejsce spoczynku Macieja von Korockowa, Wydawnictwo Kamera, Fundacja Historia Kołobrzegu, Kołobrzeg 2020, ISBN 978-83-62437-93-1